# Partizanski pevski zbor
Partizanski pevski zbor je slovenski moški pevski zbor, ki je bil ustanovljen med 2. svetovno vojno kot Invalidski pevski zbor. Zbor spada med najstarejše moške pevske zbore z neprekinjenim delovanjem v Sloveniji ter v zadnjem času nastopa zlasti na spominskih proslavah, občasno pa organizira tudi samostojne koncerte. Izvaja predvsem partizanske in domoljubne pesmi ter pesmi upora, ki izvirajo iz obdobja narodnoosvobodilne borbe. 
Njegovo delovanje sega v april 1944, ko je prvi zborovodja Karol Pahor med okrevajočimi borci v partizanski bolnišnici nad vasjo Planina pod Mirno goro v okolici Semiča zbral prve pevce. Zbor so imenovali tudi Pojoča četa in velja za edinstveni tovrsten zbor v tedanji Evropi.
Po vojni se je zbor preimenoval v Partizanski invalidski pevski zbor, kasneje pa v sedanje ime. Leta 1976 je bilo v Ljubljani ustanovljeno Kulturno društvo Partizanski pevski zbor, ki nadaljuje tradicijo zbora. Društvo je izdalo več kaset, zgoščenk in pesmarico, ki vsebuje partizanske in domoljubne pesmi. Na pobudo društva je Ministrstvo za kulturo v maju 2024 izvajanje partizanske pesmi vneslo v register nesnovne kulturne dediščine.
Na vrhuncu delovanja je bilo v zboru prek 100, trenutno pa približno 30 pevcev in harmonikar Brane Sladič. Zbor trenutno vodi zborovodja Jakob Barbo, društvo pa Jožef Roškar. 
Novembra 2022 je zbor v Slovenski filharmoniji organiziral koncert Hej, Partizan, kjer so med drugim prvič po približno 50 letih izvedli istoimensko kantato Radovana Gobca, v kateri se prepletajo motivi več partizanskih pesmi. Ob 80-letnici delovanja je zbor v počastitev jubileja v juniju 2024 organiziral jubilejni koncert v Cankarjevem domu.